# Anthidiellum krombeini
Anthidiellum krombeini là một loài Hymenoptera trong họ Megachilidae. Loài này được Griswold mô tả khoa học năm 2001.